# Операция «Эдельвейс»
Операция «Эдельвейс» (нем. Operation Edelweiß) — кодовое название военной операции немецкого командования по захвату Кавказа в рамках более широкого плана «Блау», в частности, нефтедобывающего района Грозного и Баку, в ходе Второй мировой войны. План операции был утверждён Гитлером 23 июля 1942 года. Операция длилась 4 месяца, с 25-го июля по ноябрь 1942 года.
Главные силы включали:
- группу армий «A» под командованием Вильгельма Листа,
- 1-ю танковую армию под командованием Эвальда фон Клейста,
- 17-ю армию группы армий «А» Рихарда Руоффа,
- 4-й воздушный флот генерал-фельдмаршала Вольфрама фон Рихтгофена,
- Части 3-й румынской армии генерала Петре Думитреску,
- а также другие менее крупные подразделения.

Армии группы «A» поддерживались с востока группой армий «Б» под командованием Федора фон Бока и частями 4-го воздушного флота.

## Подготовка
Перед началом операции немецкое руководство учредило компании «Ost-Öl» и «Karpaten-Öl», которым планировалось передать добычу нефти в случае успешного захвата региона. Они получили 99-летний договор на эксплуатацию кавказских нефтяных месторождений. Для воплощения этой цели к промышленным площадкам было доставлено большое количество труб, которые позже были захвачены и использованы в СССР. Была создана специальная экономическая комиссия, возглавленная генерал-лейтенантом Ниденфугром, после чего последовал категорический запрет сбрасывать бомбы на нефтедобывающие поля.
Для защиты захваченных объектов нефтепромышленности от действий советских войсковых соединений под командованием Николая Байбакова и маршала Семёна Будённого были сформированы специальные полки, состоящие из солдат ваффен СС и казаков.

## Ход операции

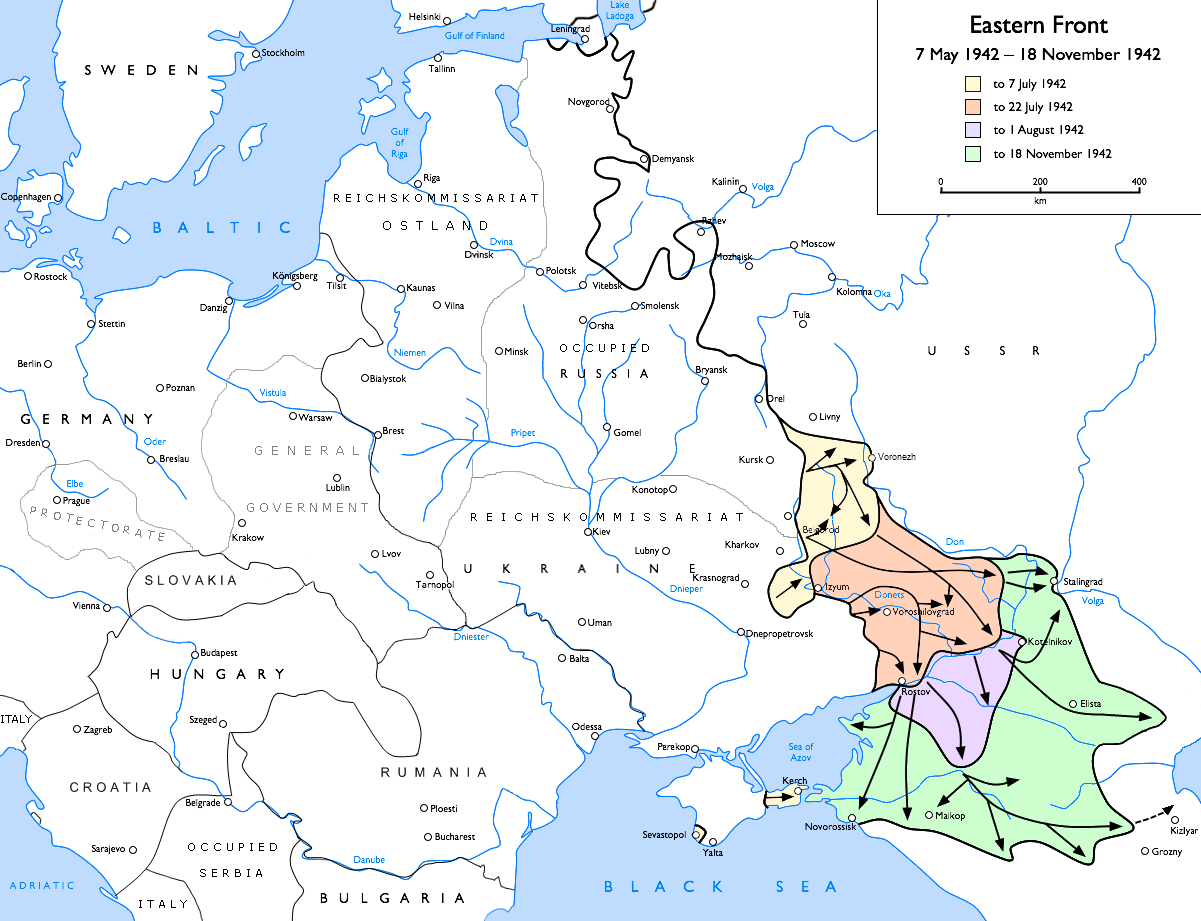
Наступление немецких войск на юге с 7 мая по 18 ноября 1942 года:
по 7 июля
по 22 июля
по 1 августа
по 18 ноября

### Немецкий успех
После нейтрализации советской контратаки в Изюм-Барвенковской операции и вступления в силу операции «Блау», вражеская группа армий «Б» быстро устремились на Кавказ.
После того как Ростов-на-Дону пал 23 июля 1942 года, открылись оперативные просторы и танковые соединения Эвальда фон Клейста пошли к отрогам Кавказского хребта. Минуя Ставропольский край, Ланц Хуберт, командир дивизии «Эдельвейс», решил наступать через ущелья бассейна реки Кубань, пересекая Марухский Перевал  реки Теберду и Учкулан и Клухорский перевал. Войска 4-й немецкой горнострелковой дивизии, в состав которой входили тирольцы, наступали в направлении Грузии через Санчаро. Для прикрытия флангов 1-й горнострелковой дивизии «Эдельвайс» и захвата прохода, ведущего к Эльбрусу, был образован специальный отряд, состоявший из 150 человек. Через Аул-Хурзук и Уллу-Кам отряд гауптмана Грота занял перевал Хотютау, который вскоре получил новое название — «Перевал генерала Конрада».

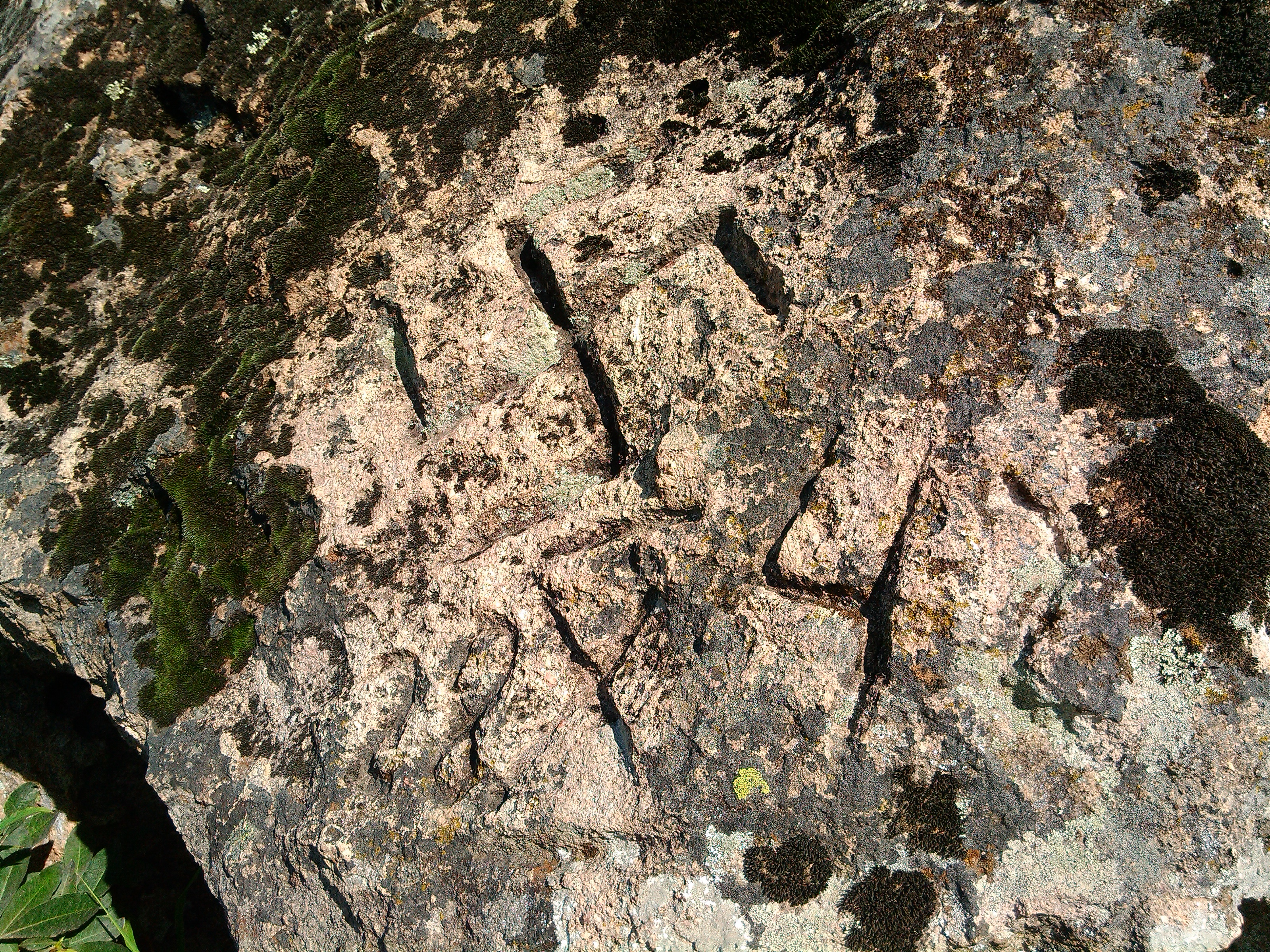
Свастика, датированная 1942 годом, в скалах над Баксанским ущельем

Начальная точка операции в направлении Краснодар-Пятигорск-Майкоп определилась 10 августа 1942 года. 16 августа батальон под командованием фон Гиршфельда захватил Кодорское ущелье. 21 августа вымпелы Третьего рейха были установлены на Эльбрусе, самой высокой точке Кавказа. Это означало покорение Главного Кавказского хребта. Оборонительный этап завершился.
24 августа немцы взяли Темрюк. 31 августа после тяжёлых боёв Анапа была оккупирована румынскими войсками. Наступающие по побережью войска дошли до границ Туапсинского района, где наступление было остановлено ценой невероятных усилий остатков разрозненных войсковых соединений советских армии и партизан

### Партизанское движение и коллаборационизм
Параллельно с фронтовыми действиями, ключевую роль в оперативной обстановке играли партизанское сопротивление и, в меньшей степени, коллаборационизм.

Действия партизан:
- Диверсионная война: С августа 1942 года более 120 партизанских отрядов (общей численностью 15-20 тыс. человек)[2] систематически нарушали немецкие коммуникации. Особенно эффективными были подрывы железных дорог Армавир-Туапсе и Невинномысск-Пятигорск, что затрудняло переброску техники и снабжения 1-й танковой армии. Также, силами партизанских отрядов регулярно совершались рейды (в частности, ночные) на немецкие позиции, что не только негативно сказывалось на моральном духе солдат, но и заставляло немецкое командование выделять до 15% сил группы армий "А" на охрану тыла.
- Контроль над перевалами: Горные отряды (например, «Мститель» в Карачаево-Черкессии) блокировали тропы в районе Клухорского и Марухского перевалов, срывая попытки обхода советских позиций[3].
- Срыв нефтедобычи: Несмотря на захват Майкопа (9 августа 1942), партизаны и сапёры НКВД уничтожили 94% нефтяных вышек, сделав невозможным их эксплуатацию немцами[4].

Коллаборационистские формирования:
- Казачьи части: Около 8-10 тыс. казаков (преимущественно из бывших белогвардейцев) вошли в состав  первой казачей дивизии вермахта, и «Казачьего стана» под командованием Кононова. Их использовали для охраны тыловых объектов, но боевая эффективность была низкой[5].
- Местная администрация: В оккупированных районах (Кубань, Ставрополье) создавались «горские самоуправления», но их влияние ограничивалось крупными населёнными пунктами.

Реакция немецкого командования: Для борьбы с партизанами были:
- Развёрнуты 444-я и 454-я охранные дивизии
- Проведены карательные операции («Шамрок», «Эдельвейс II»)

Однако сложный рельеф и регулярные диверсии значительно снижали эффективность коллаборационистских формирований.

### Действия Черноморского флота и немецкие контрмеры
В ходе операции «Эдельвейс» Черноморский флот СССР активно поддерживал сухопутные войска, обстреливая немецкие позиции под Новороссийском, Анапой и Туапсе. Корабли (эсминцы, лидеры, канонерские лодки) наносили удары по скоплениям войск и техники, затрудняя продвижение вермахта вдоль побережья.  
Для противодействия немцы использовали:  
- Авиацию — бомбардировщики Ju 87 «Stuka» и Heinkel He 111 атаковали советские корабли.
- Минные заграждения — румынские и немецкие ВМС минировали подходы к портам.
- Береговую артиллерию — в районе Тамани и Керчи были развёрнуты 150-мм орудия.
- Действия союзников — румынский флот и итальянские торпедные катера атаковали советские суда.

Несмотря на потери (например, гибель лидера «Харьков» в 1943 году), советский флот сохранил влияние, помогал удерживать Малую землю, мешал снабжению вражеских сил по морю, а также поддерживал готовящееся контрнаступление под Новороссийском.

### Перехват инициативы
Осенью 1942 года ситуация на фронте начала меняться. Ввиду чересчур растянутых коммуникаций, сложного горного рельефа и упорного сопротивления советских сил, а также дефицита ресурсов (которые немецкое ОКВ к тому моменту начало всё больше концентрировать на сталинградском направлении, пренебрегая остальными), наступление сил оси захлебнулось.
Советское командование, видя истощённость войск врага, умело воспользовалось положением.
После начала операции «Уран» и успешного окружения 6-й армии Паулюса под Сталинградом советское командование перешло в масштабное контрнаступление. Это заставило немецкое командование перебросить часть сил с Кавказа на сталинградское направление, что ещё больше ослабило группировку на юге.
К зиме 1943 года угроза последующих окружений заставила немецкое командование начать отвод сил на юге, что, впоследствии, к развитию советского контрнаступления, переросло в масштабное отступление всей южно-центральной группировки.
К октябрю 1943 года советские войска полностью очистили Кавказ от немецких войск, завершив тем самым Новороссийско-Таманскую операцию.

## Итог
Операция завершилась полным провалом стратегических целей Германии, что впоследствии сыграло ключевую роль в серии поражений Рейха в 1944—1945 годах, которые в итоге привели его к безоговорочной капитуляции. Немецкие войска не смогли завладеть месторождениями полезных ископаемых Кавказа, в частности, так желанной немцами нефти, из-за чего они стали вынуждены полагаться на синтетическое топливо, которого не хватало для нужд фронта; а также выйти к Каспийскому морю. 
Потери вермахта были значительными, как в людях, так и в технике. Кроме того, поражение сильно сказалось на моральном духе солдат.
Для СССР удержание Кавказа имело огромное значение, так как это позволило сохранить доступ к нефтяным ресурсам, которые были критически важны для ведения войны; Баку давал до 80% советской нефти, а Майкоп и Грозный - ещё 15%. Потеря этих регионов могла парализовать советские экономику и армию; а также потому, что, по одной из версий, в случае успеха Германии на юге, в войну, на стороне оси, могли вступить Турция и Испания.
В целом, можно сказать, что неудача Германии в ходе данной операции стала отправной точкой и началом конца.